# The Cloverfield Paradox
The Cloverfield Paradox è un film del 2018 diretto da Julius Onah, spin-off di Cloverfield e 10 Cloverfield Lane.
Distribuito dalla Paramount Pictures, il film era in sviluppo nel 2012 inizialmente con il titolo di God Particle, in quel momento, senza essere collegato alla serie di Cloverfield. Da allora il film è stato confermato come il terzo film della serie, ma la sua uscita è stata più volte posticipata, fino al suo annuncio a sorpresa con il trailer durante il Super Bowl LII il 4 febbraio 2018 confermando il titolo ufficiale e annunciando la sua uscita su Netflix lo stesso giorno, immediatamente dopo la partita.

## Trama
Nel 2028 la Terra soffre di una crisi energetica globale. Le agenzie spaziali del mondo si preparano a testare l'acceleratore di particelle Shepard a bordo della stazione orbitante “Cloverfield”, che fornirebbe energia infinita alla Terra, ma i teorici della cospirazione temono che possa creare il "paradosso di Cloverfield", aprendo portali che danneggerebbero lo spazio-tempo consentendo a minacce di universi paralleli di raggiungere la Terra. Tra i membri dell'equipaggio c'è Ava Hamilton, un'ingegnere britannica preoccupata di aver lasciato suo marito Michael solo per anni, dal momento che il loro rapporto è in crisi dopo la perdita dei loro figli. L'equipaggio è altresì formato dal comandante statunitense Kiel, dal fisico tedesco Ernst Schmidt, dal medico brasiliano Monk Acosta, dalla squadra di ingegneri Mundy, irlandese, Volkov, russo, e Tam, cinese.
Dopo circa due anni di test infruttuosi sullo Shepard, alla fine raggiungono un flusso di energia apparentemente stabile, ma un sovraccarico crea un aumento eccessivo di potenza nel reattore. Dopo averlo ripristinato, scoprono che la Terra è scomparsa assieme al giroscopio che aiuta la navigazione della stazione. Mentre l'equipaggio lavora alle riparazioni, iniziano a verificarsi strani eventi: una donna sconosciuta di nome Mina Jensen viene ritrovata fusa con fili e cavi all'interno di un muro; Volkov dopo aver fabbricato una pistola con una stampante 3D, mentre minaccia l'equipaggio, muore con i vermi del reparto scientifico che fuoriescono dal suo corpo; Il braccio di Mundy viene assorbito in un muro e gli viene reciso di netto, ma poco dopo lo stesso braccio viene trovato che striscia sul pavimento. Quando riconoscono che il braccio sta cercando di scrivere qualcosa, comunica loro di "aprire la pancia di Volkov". Una volta fatto, trovano il giroscopio mancante nel suo stomaco. Così facendo individuano rapidamente la Terra ma ripristinando le loro comunicazioni, scoprono dai media che la stazione di Cloverfield è andata distrutta precipitando due giorni prima.
Si scopre dunque che Jensen è un membro dell'equipaggio della stazione spaziale ma di un universo parallelo, universo dove si sono teletrasportati a causa del sovraccarico del reattore. Capiscono che, per tornare nel loro universo, devono riattivare il generatore, prima però si accordano di rispedire Jensen sulla sua Terra con una capsula di salvataggio. Intanto però altri strani incidenti uccidono alcuni membri dell’equipaggio.
Sulla Terra originale, Michael affronta un'ondata di distruzione che sta devastando il pianeta e scorgendo la sagoma di un gigantesco mostro in lontananza si rifugia in un bunker sotterraneo, apprendendo che la stazione spaziale dove si trova sua moglie è sparita.
Rimasti solo Schmidt, Hamilton  e Jensen, quest’ultima sabota la partenza, insistendo che la stazione deve rimanere nel suo universo per salvare la sua Terra con il dispositivo Shepard. Hamilton però usa la pistola per sparare a una finestra, che esplodendo, lancia Jensen nello spazio. Hamilton, prima di tornare al loro universo con Schmidt, fa una registrazione da inviare alla Terra alternativa, dando, a se stessa, i piani per il dispositivo Shepard. Hamilton e Schmidt riattivano il reattore, ritornano nel loro universo e si espellono in una capsula di evacuazione verso la Terra.
Michael apprende della riapparizione della stazione e del ritorno di sua moglie sulla Terra, ma rimprovera il controllo della missione per non aver avvertito Hamilton di non tornare sulla Terra alla luce della grave situazione in corso. Mentre la capsula rientra nell'atmosfera terrestre, il mostro del film Cloverfield si palesa ruggendo tra le nuvole.

## Produzione
Il film era stato annunciato nel 2012 con il titolo di God Particle. Dopo il fallimento della InSurge della Paramount il film fu messo in cantiere. Si ebbero i primi indizi che il film potesse appartenere all'universo cinematografico di Cloverfield quando durante una parte del marketing virale di 10 Cloverfield Lane è comparso un clip audio che apparentemente proveniva dalla Stazione spaziale internazionale.
Nel marzo 2016 Gugu Mbatha-Raw e David Oyelowo sono stati confermati nel cast. Ad aprile Variety riferì che John Krasinski era in trattative per unirsi al film e interpretare uno degli astronauti, ma ebbe un conflitto a causa dell'impegno con una serie televisiva. A maggio Elizabeth Debicki, Danel Brühl, Chris O'Dowd, Zhang Ziyi, John Ortiz, e Aksel Hennie sono stati annunciati come membri del cast. Il cineasta Dan Mindel era confermato nel progetto dal suo curriculum.
Le riprese sono iniziate il 10 giugno 2016 e si sono concluse il 23 settembre 2016.
La trama del film originariamente era: "Dopo che un esperimento con un acceleratore di particelle provoca la scomparsa quasi istantanea del pianeta Terra, l'equipaggio terrorizzato di una stazione spaziale americana rimane abbandonato nel bel mezzo di uno spazio siderale ancora più deserto. Quando un'astronave europea compare sul radar, gli americani devono capire se si tratta della loro salvezza o della loro fine."
Nel gennaio 2018 è stato riferito che la trama incentrata sulla particella di Dio potrebbe essere stata rimossa dal film.
Il film era inizialmente previsto in arrivo il 27 ottobre 2017. Successivamente è stato spostato al due febbraio 2018 e un nuovo spostamento al 20 di aprile dello stesso anno. Sempre nel gennaio 2018 Netflix entra in trattative con la Paramount per ottenere l’esclusiva sulla pellicola che sarebbe quindi approdata sulla piattaforma di streaming. L’accordo sarebbe nato a margine dell’acquisizione da parte di Netflix dei diritti di distribuzione internazionale di Annientamento, il nuovo film di Alex Garland e come conseguenza delle nuove politiche della Paramount. Jim Gianopulos, il nuovo presidente dello studio, nell’ereditare una situazione difficile, fatta di progetti che non hanno brillato al box office, ha preso in esame le pellicole che erano già state approvate prima del suo arrivo decidendo quali eliminare dalla classica distribuzione nelle sale e quali no.

## Promozione
A gennaio 2018 incomincia il marketing virale del film, a 10 anni dall'uscita di Cloverfield nelle sale, riattivando il sito della Tagruato, multinazionale intorno alla quale ruota tutto il marketing e l'universo cinematografico di Cloverfield e 10 Cloverfield Lane. La promozione consiste in un messaggio apparentemente indecifrabile, ma che ha all'interno il messaggio: "Tokyo, 10 Gennaio 2018, la Tagruato ha iniziato lo sviluppo di una tecnologia per una rivoluzionaria fonte energetica in quello che il CEO Garo Yoshida ha definito un grandissimo passo avanti per il nostro pianeta. Quest'energia rinnovabile verrà sviluppata nell'arco di quattro anni, poi ci vorranno altri sei anni perché i regolatori internazionali diano l'approvazione, questa fonte verrà lanciata il 18 gennaio 2028."
Lo stesso giorno è stato aperto il sito http://04182028.com che mostra un loop indistinto in cui compaiono per frazioni di secondo dei volti.
Molti fan sospettavano che il titolo del film fosse cambiato in Cloverfield Station perché Rui Ray Xu, un tecnico degli effetti speciali, ha inserito su Linkedin il suo coinvolgimento in un lungometraggio con quel titolo. Le voci sarebbero state confermate anche dall'apparizione di un account Instagram vuoto e dalla registrazione di due domini internet con quel titolo, domini che risultavano non disponibili.
Il primo trailer del film è stato distribuito a sorpresa durante il Super Bowl del 4 febbraio 2018, viene confermato il titolo The Cloverfield Paradox.

## Distribuzione
Il film è stato distribuito a livello mondiale nella notte tra il 4 e 5 febbraio, subito dopo il SuperBowl, sulla piattaforma di streaming Netflix.

## Accoglienza
Il film è stato accolto negativamente dalla critica. Il sito aggregatore di recensioni Rotten Tomatoes riporta che il 21% delle 146 recensioni professionali ha dato un giudizio positivo sul film, con un voto medio di 4,53 su 10. Il consenso critico del sito recita: "Il cast brillante è oscurato da un mix confuso di generi e trame che graffiano più teste dei pruriti fantascientifici in The Cloverfield Paradox." Su Metacritic il film detiene un punteggio del 37 su 100, basato sul parere di 37 critici, indicando "recensioni generalmente sfavorevoli"